# محمد ناصيف
محمد ناصيف ، ممثل سوري.

## عن حياته
حائز على إجازة من كلية الحقوق. - شارك كممثل بالعديد من الأعمال المسرحية والتلفزيونية والسينمائية، بالإضافة للأعمال الإذاعية. - عضو في نقابة الفنانين منذ عام 1994. من أعماله: * في المسـرح: «فاوست - حرم سعادة الوزير - حمام روماني - أزلية اللعبة - اثنان فوق أرجوحة». * في الإذاعــة: «شارك بالعديد من الأعمال الإذاعية». * في السـينما: - فيلم «تراب الغرباء - التحدي». * في التلفزيون: - مسلسل «فلوب خضراء». - مسلسل «خان الحرير ج /1-2/» - تأليف نهاد سيريس، إخراج هيثم حقي. - مسلسل «الفراري» - 1997 - تأليف وإخراج غسان باخوس. - مسلسل «الثريا» - تأليف نهاد سيريس، إخراج هيثم حقي. - السهرة التلفزيونية «أمينة الصندوق» للمخرج حاتم علي. - مسلسل «سيرة آل الجلالي» من إخراج هيثم حقي. - مسلسل «سباق للزواج» من إخراج مضهر الحكيم. - مسلسل «تلك الأيام» - 1999 - من تأليف خطيب بدلة وإخراج رياض ديار بكرلي. - مسلسل «الزير سالم» - 2000 - تأليف ممدوح عدوان، إخراج حاتم علي. - مسلسل «شخصيات على الورق» - 2004 - تأليف خطيب بدلة واخراج رياض ديار بكرلي. مسلسل «طوق البنات» تأليف أحمد حامد ’ إخراج محمد زهير رجب مسلسل «عطر الشام» تأليف مروان قاووق واخراج محمد زهير رجب ’ مسلسل «غفوة القلوب» إخراج رشاد كوكش مسلسل «مقامات العشق» إخراج احمد إبراهيم الاحمد مسلسل «غابات الفرلق» إخراج زياد الريس مسلسل

## من أعماله

### المسلسلات
- فارس بني مروان
- انا وعمتي أمينة
- عمر الخيام
- سيرة آل الجلالي
- [الزير سالم] أبو ليلى المهلهل 2000
- سباق للزواج
- تلك الأيام
- معاوية والحسين
- مقامات العشق
- فتح الاندلس
- طوق البنات
- عطر الشام
- البحث عن صلاح الدين
- غابات الفرلق
- فاصل ما منواصل

## روابط خارجية
- محمد ناصيف على موقع قاعدة بيانات الأفلام العربية